# Bulevar El Cajón

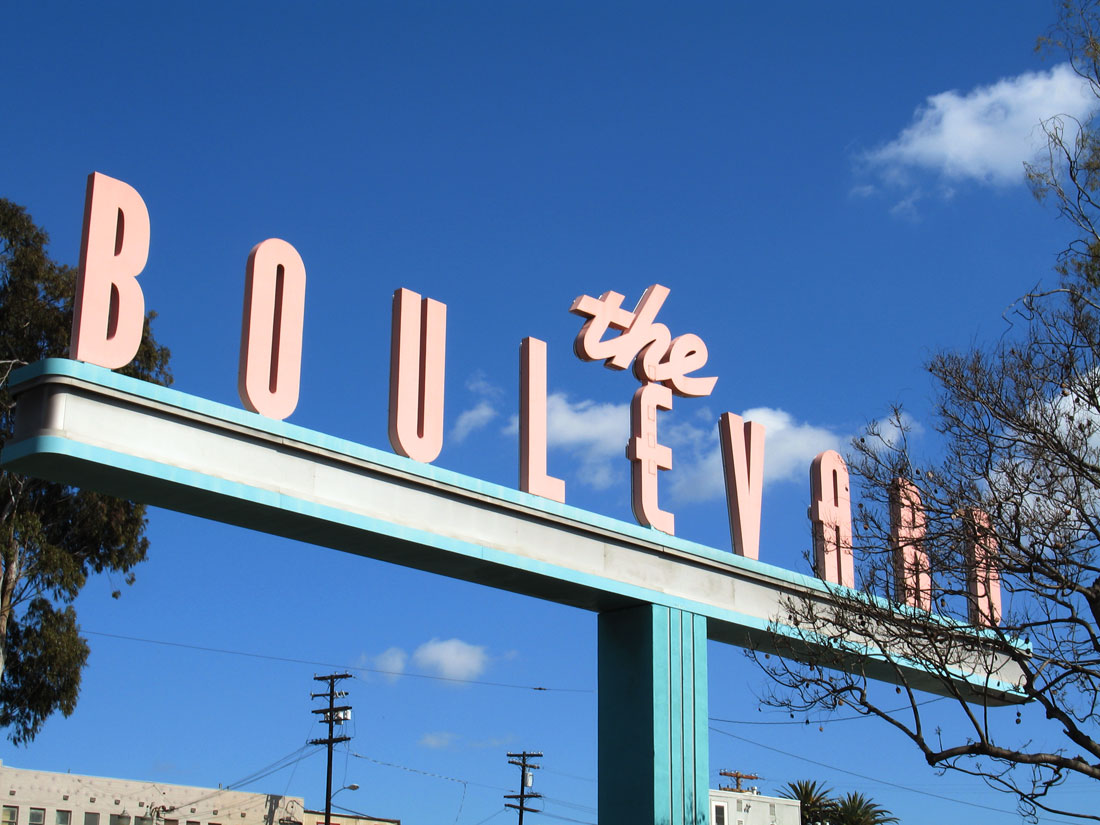
Letrero en el Cajon Blvd.

Bulevar El Cajón (El Cajon Boulevard en idioma inglés) es un bulevar principal de la ciudad de San Diego, La Mesa y El Cajón, California. Antes era parte de la Ruta 80, y se convirtió en un lazo de negocios de la Interestatal 8 cuando la Ruta 80 fue clausurada y reemplazada por la interestatal.
El bulevar ahora consiste en dos secciones, uno en San Diego, una en La Mesa, y la otra en El Cajón. La sección central sobre el pase de Grossmont en La Mesa fue eliminada cuando se construyó la interestatal 8.
Ya que el bulevar era una ruta principal del este San Diego, hay muchos antiguos hoteles y moteles a lo largo del bulevar. Uno de ellos es el Lafayette Hotel, y es considerado como un hotel histórico.
La Asociación de Mejoramiento de Negocios del Bulevar El Cajón fue fundada en 1988 para improvisar y mejorar las condiciones físicas y económicas a lo largo de las 60 cuadras del bulevar entre Park Boulevard y la calle 54.